# T-Pay
T-Pay war ein von der Deutschen Telekom AG bereitgestellter Bezahlservice, um die Abwicklung entgeltpflichtiger Online-Inhalte einfach zu gestalten. Am 30. September 2010 wurde der Bezahldienst eingestellt.

## Bezahlvarianten
- Per Kreditkarte
- Per Lastschrift
- Über die Telekom-Rechnung

Dabei wurde der Betrag auf die nächste Telefonrechnung gesetzt und damit bezahlt. Diese Möglichkeit stand nur Kunden von T-Home zur Verfügung.
- Per Call and Pay durch einen Telefonanruf bei einer kostenfreien 0800-Nummer

Voraussetzung für dieses Bezahlverfahren war ein Telefonanschluss bei der Deutschen Telekom mit vorliegender Lastschrifteinzugsermächtigung.
- Per wiederaufladbarem Guthaben (MicroMoney)[2]

Es wurde eine MicroMoney-Guthabenkarte angeboten (z. B. online oder im Telekom Shop), mit der eine anonyme Zahlung möglich war (nach Eingabe der Kartennummer).

## Funktionsweise

### Kunden
Nach einer einmaligen kostenlosen Registrierung konnten kostenpflichtige Angebote im Internet nach Eingabe des persönlichen Benutzernamens und Passwortes bezahlt werden.

### Händler/Anbieter
Anbieter eines kostenpflichtigen Inhalts konnten sich bei T-Pay anmelden und das Internetangebot entsprechend konfigurieren, um T-Pay-Bezahlung für Kunden zu ermöglichen. Für Anbieter war die Anwendung von T-Pay kostenpflichtig.

#### Webshops
T-Pay ließ sich anhand einer Schnittstellenbeschreibung als Modul implementieren und in den Zahlungsprozess von Onlineshops einbinden. Ein bekannter Webshop hierfür war beispielsweise xt:Commerce.

### Vereinfachung für T-Online-Kunden
Kunden von T-Online konnten im Zuge des Projekts Netzausweis ihre T-Online-Logindaten zum Login verwenden. Voraussetzung hierfür war die kostenlose Freischaltung des T-Online-Logins für T-Pay.

## Einstellung des Bezahldienstes
Die T-Pay-Zahlvarianten Telekom Rechnung, Pay by Call, Call and Pay sowie Lastschrift und Kreditkarte wurden am 30. September 2010 eingestellt. Zahlungen mit T-Pay waren somit nicht mehr möglich.
Die Deutsche Telekom ist Eigentümerin des Bezahlservices ClickandBuy, bei dem mit Lastschrift oder Kreditkarte bezahlt werden kann.